# André Kauffer (fils)
Pour l’article homonyme, voir André Kauffer.
André Kauffer est un artiste lorrain, né le 30 septembre 1893 à Nancy, mort dans cette ville le 6 mai 1977.

## Biographie
Issu de quatre générations d'orfèvres exerçant à Pont-à-Mousson puis à Nancy, il est le fils d'André Kauffer et le neveu de Ferdinand Kauffer, également orfèvre. C'est très certainement par son père, orfèvre joaillier, l'un des membres du comité directeur de l'Association de l'École de Nancy à sa fondation en 1901, qu'il apprit l'orfèvrerie. Il a laissé quelques pièces d'orfèvrerie, mais il fut surtout un peintre réputé.
Vivant de ses rentes, dans son hôtel particulier du 6 rue Jacques-Callot à Nancy, il n'eut jamais besoin de travailler et put s'adonner librement à ses passions.

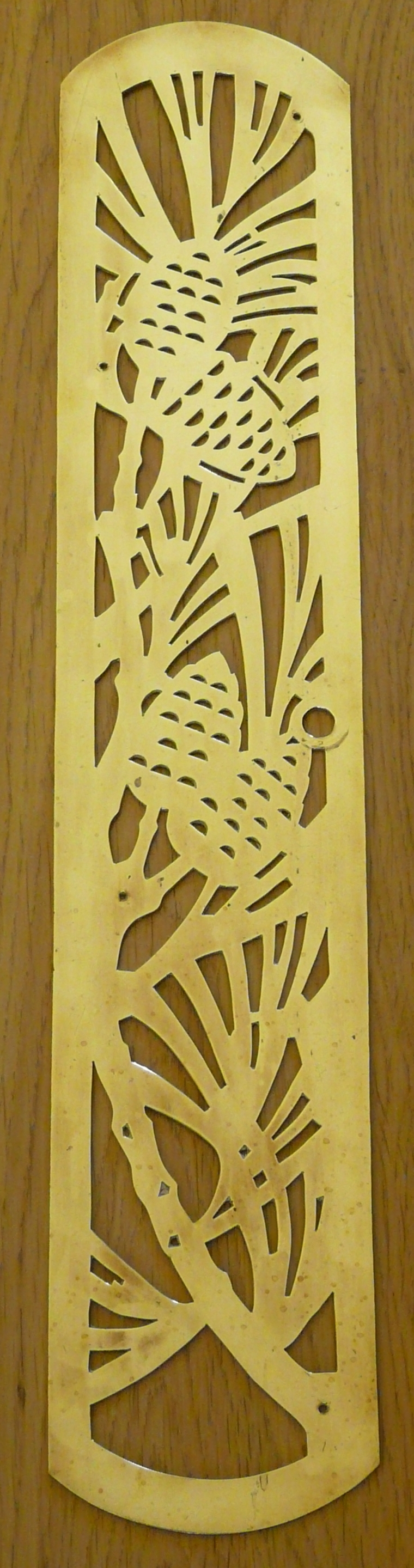
Plaque de porte aux chardons.

Reçu membre de la Société d'horticulture de Nancy en 1923, comme l'avaient été son oncle Ferdinand et son père André, il présenta six tableaux à l'exposition d'art floral organisée en juillet 1932 par cette société aux galeries Poirel, et qui avait l'originalité de rassembler des œuvres artistiques et des productions naturelles. Neuf œuvres furent achetées par la société pour la tombola réservée à ses membres à l'automne 1932, parmi lesquelles figure le Jardin de l'Alcazar d'André Kauffer et des Pivoines de Victor Prouvé.
À l'exposition de la Société lorraine des amis des arts, du 16 octobre au 20 novembre 1932, il présenta également des tableaux, dont le Pays lorrain rendit compte en ces termes : « M. André Kauffer, artiste amoureux des paysages, des villes et des monuments de la Corse, de l'Italie, de la Sicile et de l'Espagne, [a exposé] des toiles d'une facture hardie, assurée, dans laquelle le souci des formes et la sincérité des lumières et des ombres entrent pour la plus large part ». Il présenta à nouveau ses œuvres à l'exposition du centenaire de la Société lorraine des amis des arts l'année suivante, qui rassemblait des productions lorraines depuis Grandville et Isabey.
En décembre 1933, André Kauffer exposa dans les salons du Grand Hôtel à Nancy : « Nous rappellerons aussi à l'attention des amateurs de beaux et suggestifs tableaux la série extrêmement variée qu'a exposée M. André Kauffer dans les salons du Grand Hôtel en décembre dernier. M. André Kauffer est un dilettante. Il promène avec un égal bonheur son chevalet dans les pays ensoleillés et les sites classiques de l'art et du pittoresque, le Midi, la Corse, l'Italie, Naples, la Sicile, l'Algérie, l'Espagne. C'est de cette dernière nation qu'il a rapporté les impressions les plus significatives, Séville et Grenade lui ont fourni l'occasion de mettre en son entière valeur son solide talent fait de sincérité, de hardiesse et d'élégance ».

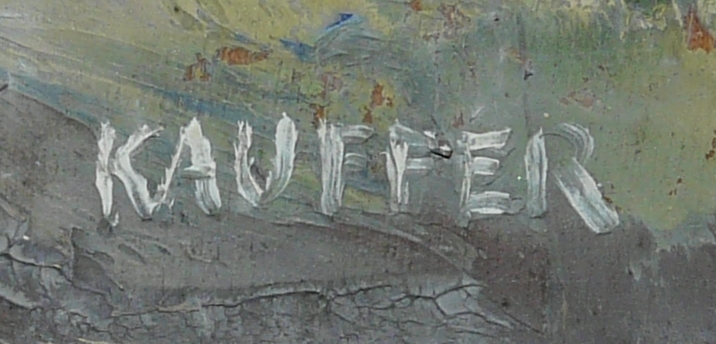
Signature d'André Kauffer sur un tableau.

## Œuvre
André Kauffer peignait au couteau sur des panneaux de bois. Ce sont le plus souvent des paysages, avec parfois quelques silhouettes. Ses thèmes d'inspiration les plus fréquents sont les Alpes (Chamonix, le Mont-Blanc, le Cervin, Saint-Moritz, Vallouise, Saint-Étienne-en-Dévoluy, Sospel, La Bérarde) et les Dolomites ; la Côte d'Azur (Agay, l'Esterel), l'Espagne (jardins de l'Alhambra), le Maghreb (Bab El-Khemis à Marrakech) et d'une façon générale tout le pourtour méditerranéen ; la Bretagne (Saint-Servan, la pointe du Raz), l'Alsace (Eguisheim). La Lorraine est également bien représentée (porte de Liverdun), et particulièrement les Vosges (route des Crêtes, lacs de Longemer, Retournemer, Pont-des-Fées à Gérardmer).
En orfèvrerie, il a repris des motifs dans lesquels son père s'était illustré, comme le chardon lorrain, qu'il représente de façon réaliste et souple dans des broches semblables à celles de son père, ou de façon plus personnelle et stylisée (Plaque de porte aux chardons).

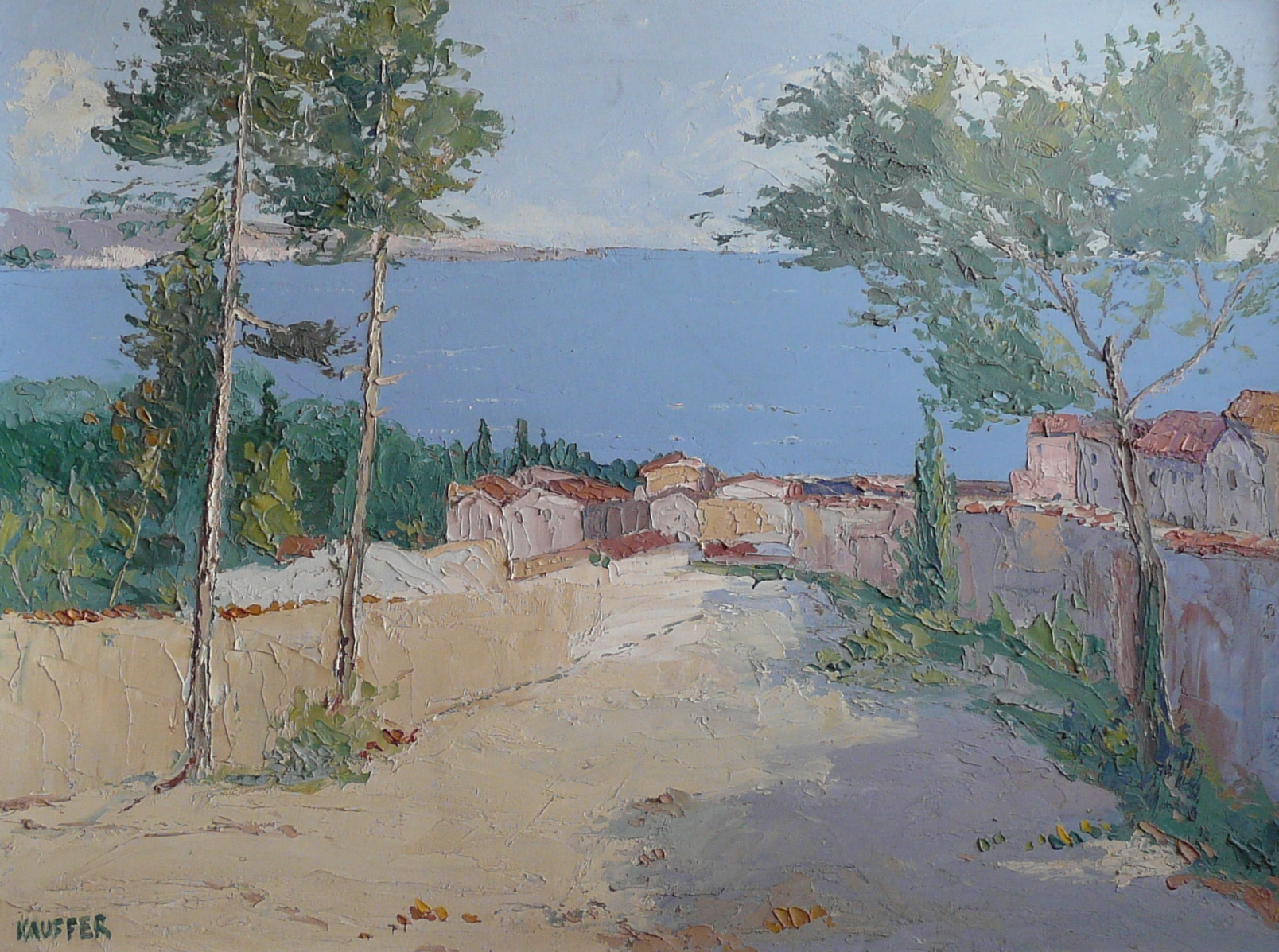
Côte d Azur.
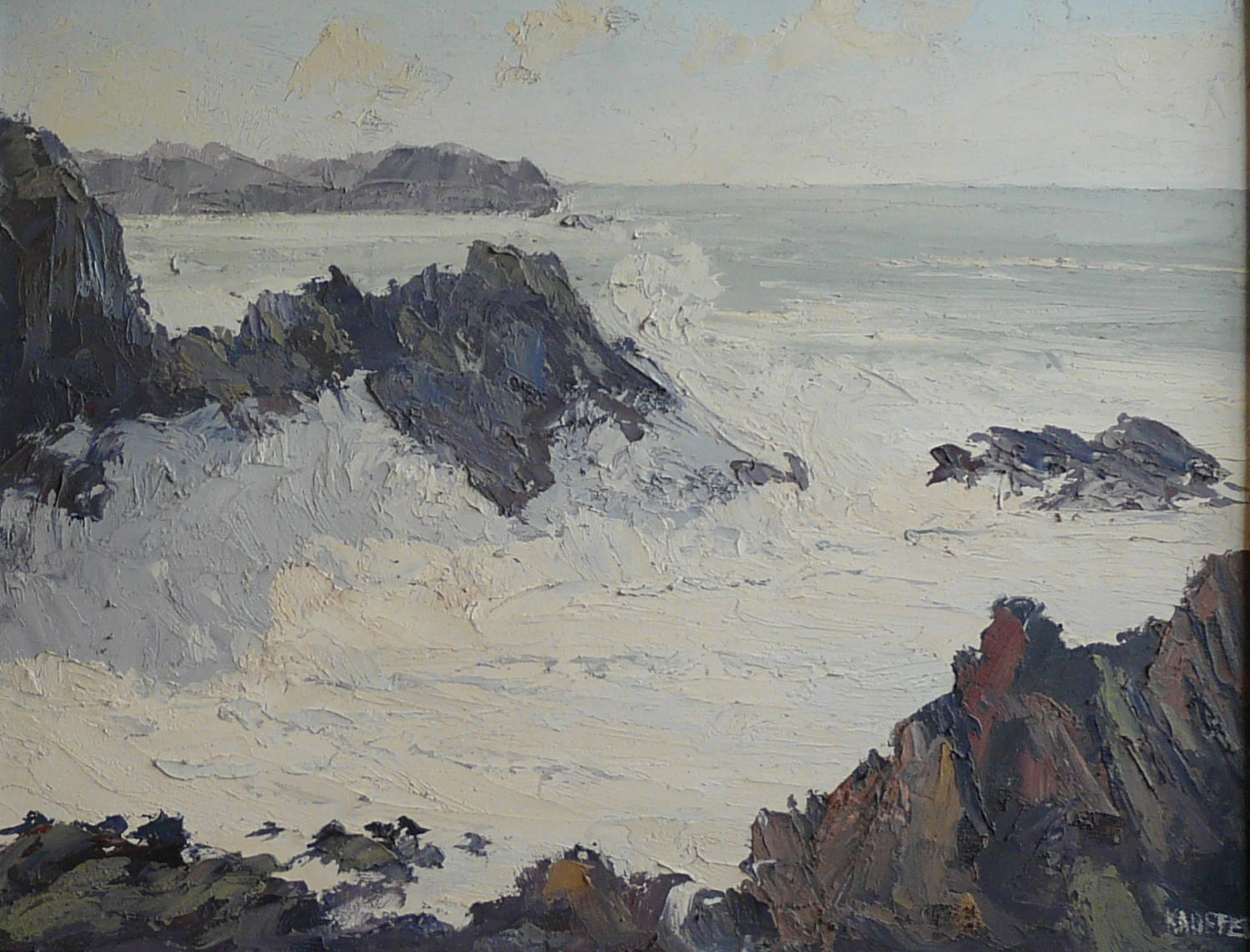
Pointe du Raz.
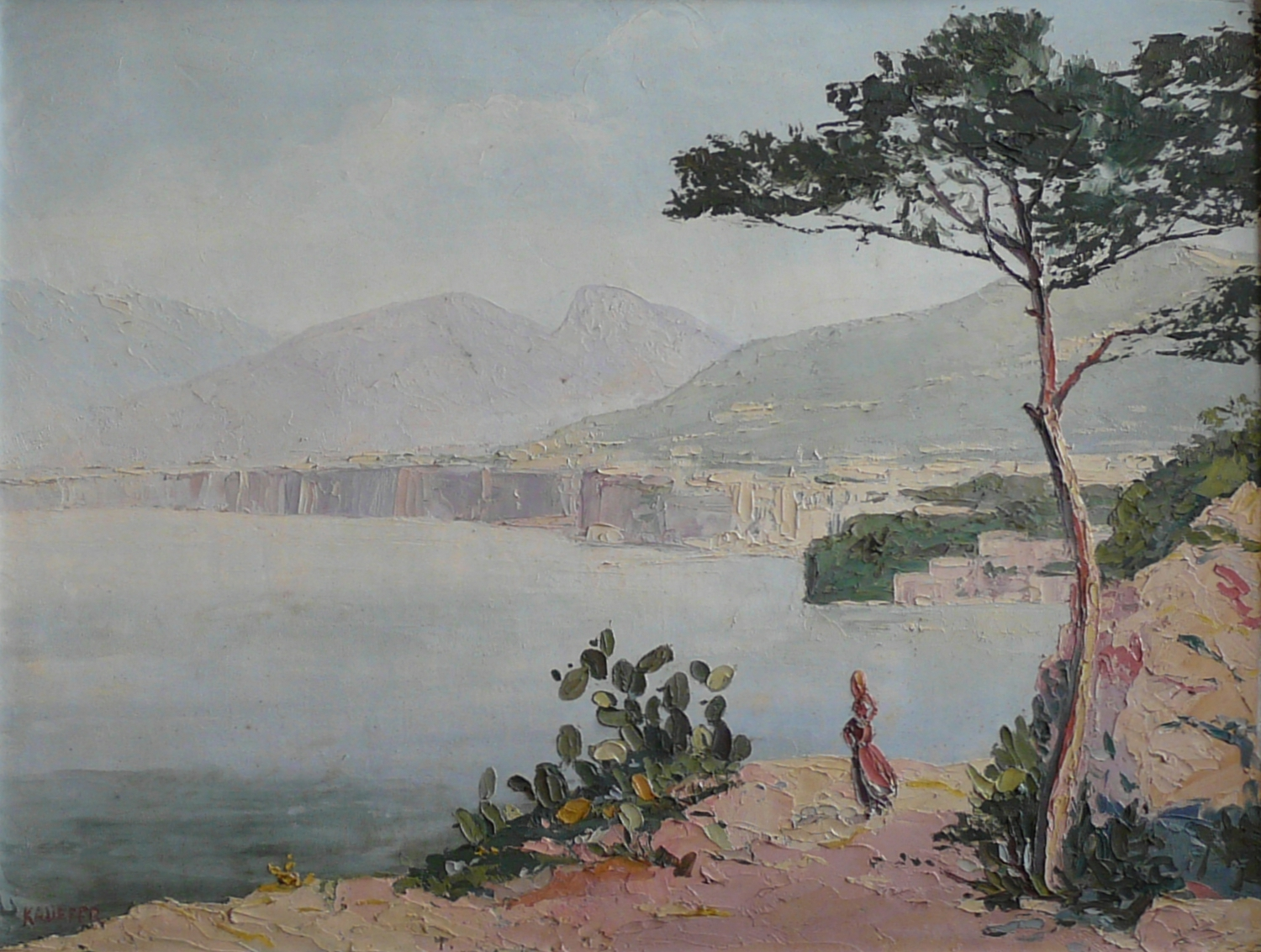
Paysage non identifié.
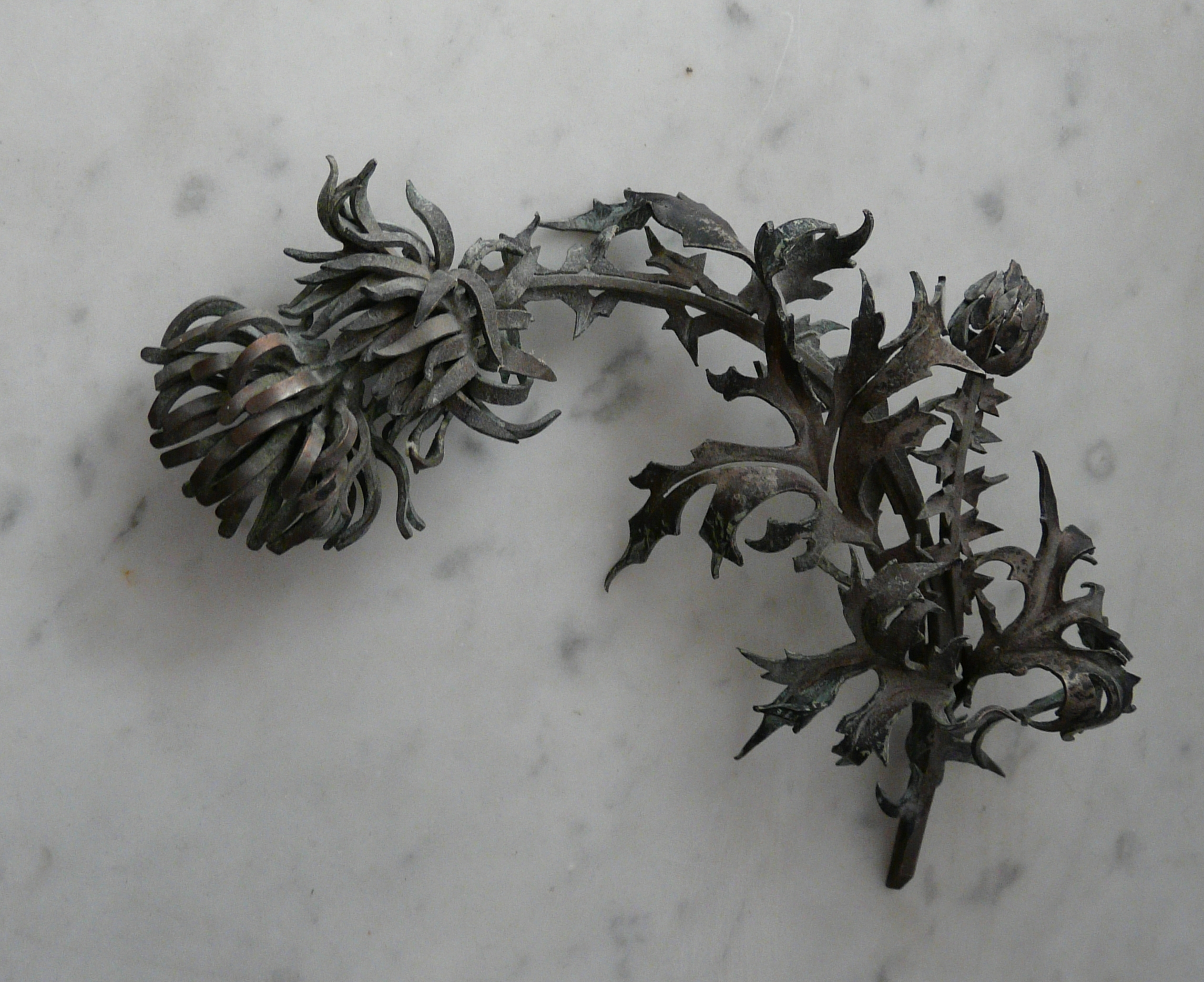
Broche au chardon.